# ام‌وی سنوالف
ام‌وی سنوالف (به انگلیسی: MV Cenwulf) یک کشتی بود که طول آن ۵۸٫۰۰ متر (۱۹۰٫۳ فوت) بود. این کشتی در سال ۱۹۷۳ ساخته شد.